# 박근수 (배우)
박근수(1970년 11월 16일 ~ )는 대한민국의 배우이다.

## 학력
- 중앙대학교 연극학과 (학사)
- 서배너디자인대학 대학원 미디어, 공연예술, 연기 (석사)

## 출연 작품

### 영화
- 《안녕! 유에프오》 (2004년) - 취객 역
- 《슈퍼스타 감사용》 (2004년) - 이 코치 역
- 《안녕, 형아》 (2005년) - 번개머리 레지던트 역
- 《이대로, 죽을 순 없다》 (2005년) - 애기 역
- 《잘 살아보세》 (2006년) - 왕눈이 역
- 《허밍》 (2008년) - 조교 역
- 《귀신 이야기》 (2009년)
- 《똥례...하면 죽는다》 (2015년) - 신랑 역
- 《귀향》 (2016년) - 박만이 역
- 《오늘도 평화로운》 (2019년) - 조선족 브로커 역
- 《소리꾼》 (2020년) - 곡성원 역
- 《카시오페아》 (2022년) - 판사 역
- 《연악: 나의 운명》 (2023년) - 신상 역

### 드라마
- 《사랑해》 (2008년, SBS)
- 《쾌도 홍길동》 (2010년, KBS2) - 표서방 역
- 《성균관 스캔들》 (2010년, KBS2) - 유창익 역
- 《한반도》 (2012년, TV조선) - 정철 역
- 《아버님 제가 모실게요》 (2016년, MBC) - 박진상 역
- 《엽기적인 그녀》 (2017년, SBS) - 이판 역
- 《세상에서 제일 예쁜 내 딸》 (2019년, KBS2) - 박영달 역
- 《킬잇》 (2019년, OCN)
- 《효심이네 각자도생》 (2023년, KBS2) - 박우주 역